# Zámostí (Rožďalovice)
Zámostí je vesnice v okrese Nymburk, je součástí obce Rožďalovice. Nachází se asi 0,6 km na jih od Rožďalovic za řekou Mrlinou. Je zde evidováno 49 adres.

## Historie
První písemná zmínka o vesnici pochází z roku 1405.

## Pamětihodnosti
- Socha svatého Jana Nepomuckého

## Osobnosti
- Josef Vinecký (1882-1949), český sochař a designér
- František Mlejnecký[4] (1918-2008), válečný letec